# Александра Димитрова (спортистка)
 Тази статия е за българската спортистка.  За поетесата от Северна Македония вижте Александра Димитрова (поетеса).  
Александра Димитрова е българска спортистка, състезателка по таекуондо, кикбокс, савате (френски бокс). Тя е първата българка европейска шампионка по кикбокс, стил фул контакт (2022).

## Биография
Родена е през 2001 г. в Плевен. Тренира в София. Студентка е в Националната спортна академия „Васил Левски“, специалност кикбокс. Състезателка е на ABC Fight Club  – София по таекуондо, кикбокс и савате. Треньори: Красимир Гергинов, Недялка Бачева, Калин Мирчев.

### Кикбокс
Александра Димитрова печели първо място в стил фул контакт на Европейското първенство по кикбокс WAKO, което се провежда в Анталия, Турция, през 2022 г. Тя е дебютантка на шампионат от подобен ранг и се състезава в най-многобройната женска категория на ринг, до 52 кг. До първото място стига след четири успешни срещи, като на финала побеждава и двукратната световна шампионка на фул контакт Емине Арслан (Турция).
С класирането си на Европейското първенство тя печели право на участие на Европейските игри в Краков през 2023 г.
В България тя е утвърден състезател в стил фул контакт при жените, който е един от официално признатите за олимпийски стилове в кикбокса, заедно с пойнт файт и лайт контакт.

### Таекуондо
Занимава се с таекуондо като дете в родния Плевен и след това в ABC FIGHT CLUB – София. Защитава I дан по таекуондо през 2017 г. Води тренировки по таекуондо и кикбокс.
През 2017 г. става световна шампионка за девойки на спаринг от OPEN World Taekwon-do Championship Barneveld 2017 г. През 2022 г. става световна шампионка за жени на спаринг от Световното първенство по таекуондо GTF в София.
Многократна държавна шампионка по таекуондо, кикбокс и савате, медалистка от национални и международни турнири.
Участва в професионални и полупрофесионални срещи по кикбокс, савате комба (фул контакт).

### Награди
През 2020 и 2022 г. е носителка на наградата на Българската конфедерация по кикбокс и муай тай за „Най-добър спортист – жени“.

## Спортни успехи
- Европейска шампионка в стил фул контакт до 52 кг от Европейско първенство кикбокс WAKO, Анталия, Турция, 2022 г.[1]
- Световна шампионка спаринг до 52 кг от Световно първенство таекуондо GTF, София, България, 2022 г.
- Бронзов медал девойки 16 – 17 г., спаринг до 51 кг. от Европейско първенство таекуондо ITF, Римини, Италия, 2019 г.
- Световна шампионка девойки 16 – 17 г., спаринг до 45 кг. OPEN Световно първенство таекуон-до ITF, Барневелд, Холандия, 2017 г.[5]
- Европейска вицешампионка за девойки по савате (2016).[7]